# アクア (バンド)
アクア（AQUA）はデンマークとノルウェーのユーロポップ、バブルガム・ダンスグループ。1994年に結成、1990年代後半から2000年代初頭にかけて活動し、3,300万枚以上のアルバムとシングルの売上を記録している。これまでに最も成功したデンマークのバンドとみなされている。

## 概要
1994年に結成され、1990年代後半から2000年代前半にかけて世界的に大人気となった。
代表曲は『マイ・オー・マイ』（1997年に読売テレビ制作・日本テレビ系放送の深夜番組『鶴瓶上岡パペポTV』のテーマ曲に起用された）、『愛しのバービー・ガール』、『ドクター・ジョーンズ』、『ときめきダンディ・ダディダ (ローゼズ・アー・レッド)』、『ターン・バック・タイム』、『カートゥーン・ヒーローズ』（2002年、日本でキリンビバレッジ「生茶」のCMで起用された）など。なお、2002年を最後に日本盤のCDは発売されていない。
バンド名の由来は、当時練習スタジオに貼ってあった水族館(AQUARIUM) のポスターから取ったものである。

## 来歴
メンバーの集結
1989年、ノルウェーでクラブDJとして働いていたレネーと、プロデューサーを目指していたソレンとクラウスの3人は、スウェーデン映画『フラッケ・フリーダ』の音楽制作の際に意気投合し、いつかまた一緒に仕事をしようと決めた。
その後3人は、数年間一緒に活動することはなかった。グループを結成する話もあったが、それにはリードボーカルが欠けていたため、話は進展しなかった。しかし1993年、当時ノルウェーの観光船で働いていたレネーは、その観光船で歌っていたリーナ・グローフォード・ニューストロンと出会う。彼女の歌唱力に感銘したレネーは、リーナにグループ参加を打診。リーナはそれを受け入れ、4人は翌年『Joyspeed』を結成した。
Joyspeedでの失敗
『Joyspeed』のメンバー構成はクラウスとソレンがグループのプロダクション、レネーがドラム、リーナがメインボーカルだった。1994年、スウェーデンの小さなレコード会社と契約し、ファーストシングル「イッツィー・ビッツィー・スパイダー」（「静かな湖畔の森の影から」の原曲ともいわれるアメリカの童謡「小さなクモさん」のカバー）をリリースした。初めこそヒットしたもののすぐに飽きられ、初登場の翌週にはスウェーデンのシングルチャートから完全に姿を消した。後に4人はそのレコード会社に失望し、契約を解消。レコード会社はその後もさらなるリリースを希望していたため契約解消に難色を示していた。
Aqua結成から解散まで
「イッツィー・ビッツィー・スパイダー」の失敗を機に音楽性を変え始め、1996年9月に『AQUA』として新しいレコード会社からファーストシングル『ときめきダンディ・ダディダ（ローゼズ・アー・レッド）』をリリースし、デンマークのシングルチャートで第1位を記録した。
アルバム『アクエリアム』（1997年）、『アクエリアス』（2000年）など、アルバムとシングルを合わせて3300万枚のセールスを記録する人気バンドとなった。
2001年にリーナとソレンが結婚すると、アクアは発展的解散を発表した。
再結成
2007年10月26日、再結成を発表。2008年の夏からデンマークを中心に全25公演のツアーを開催。
2009年5月25日にデンマークで8年ぶりとなるシングル『バック・トゥ・ザ・80's』を発売、同年7月15日に、同曲を含む新曲3曲とリマスターされた16曲を収録したベストアルバム『グレイテスト・ヒッツ』を発売した。
『バービー』と再ブレイク
2023年、ニッキー・ミナージュ、アイス・スパイスとタッグを組んで映画『バービー』のために『バービー・ワールド』という曲を書き下ろした。この曲はBillboard Hot 100で7位を記録し、アクアにとって同チャートにおける『愛しのバービー・ガール』以来2作目のトップ10シングルになった。全英シングルチャートでもトップ5に入り、同じ週には25年ぶりに『愛しのバービー・ガール』もトップ40に入った。更にシングルはオーストラリア、カナダ、デンマーク、ドイツ、ギリシャ、ルクセンブルク、アイルランド、ニュージーランド、ノルウェー、ポーランド、南アフリカ、スウェーデン、スイスでトップ10、アイスランド、フィンランド、フランス、ハンガリーでトップ20、チェコとリトアニアでトップ30、ベルギーとスロヴァキアでトップ40、ポルトガルとイタリアでトップ50に入っており、初めてグラミー賞にもノミネートもされた。

## メンバー
現メンバー
- リーナ・ニューストロン・ラステッド （Lene Nystrøm Rasted, 1973年10月2日 - ） - ボーカル
- レネー・ディフ （René Dif, 1967年10月17日 - ） - ボーカル
- ソレン・ラステッド （Søren Rasted, 1969年6月13日 - ） - キーボード

旧メンバー
- クラウス・ノリーン （Claus Norreen, 1970年6月5日 - ） - ギター

- 2016年に「自分の音楽性向が変わったし、新しい挑戦をしたくて」との理由で脱退。

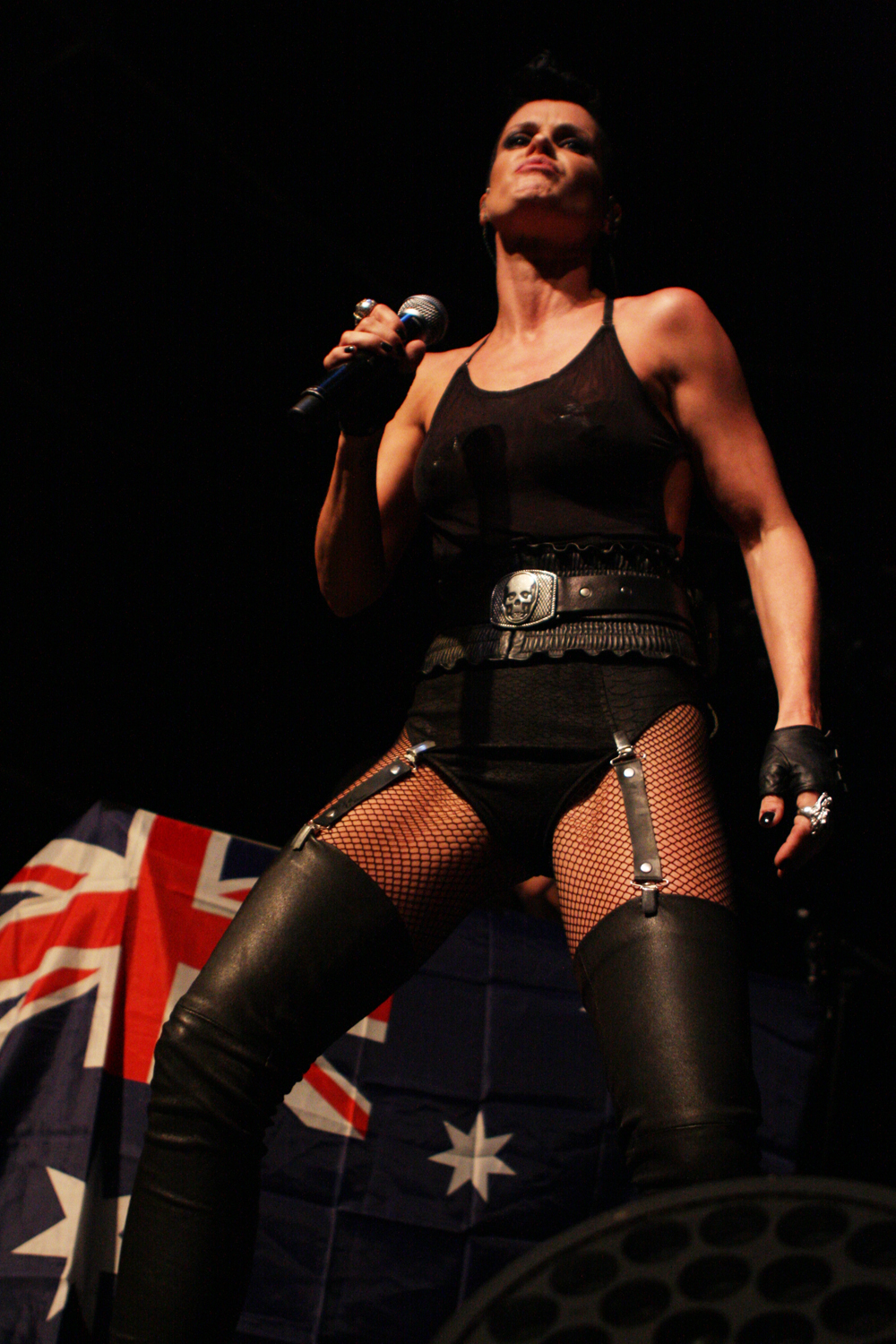
ルネ・ラステッド
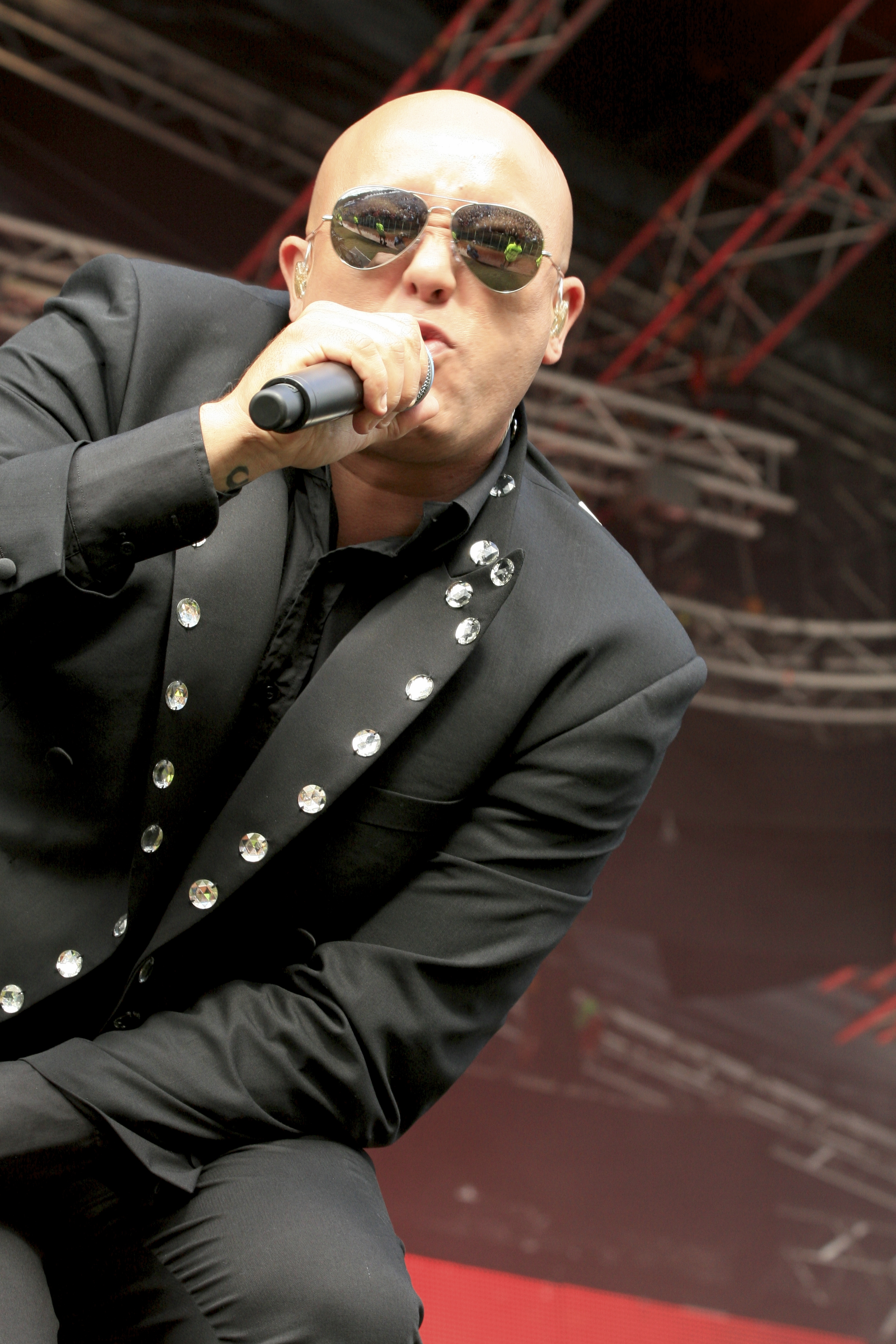
レネー・ディフ
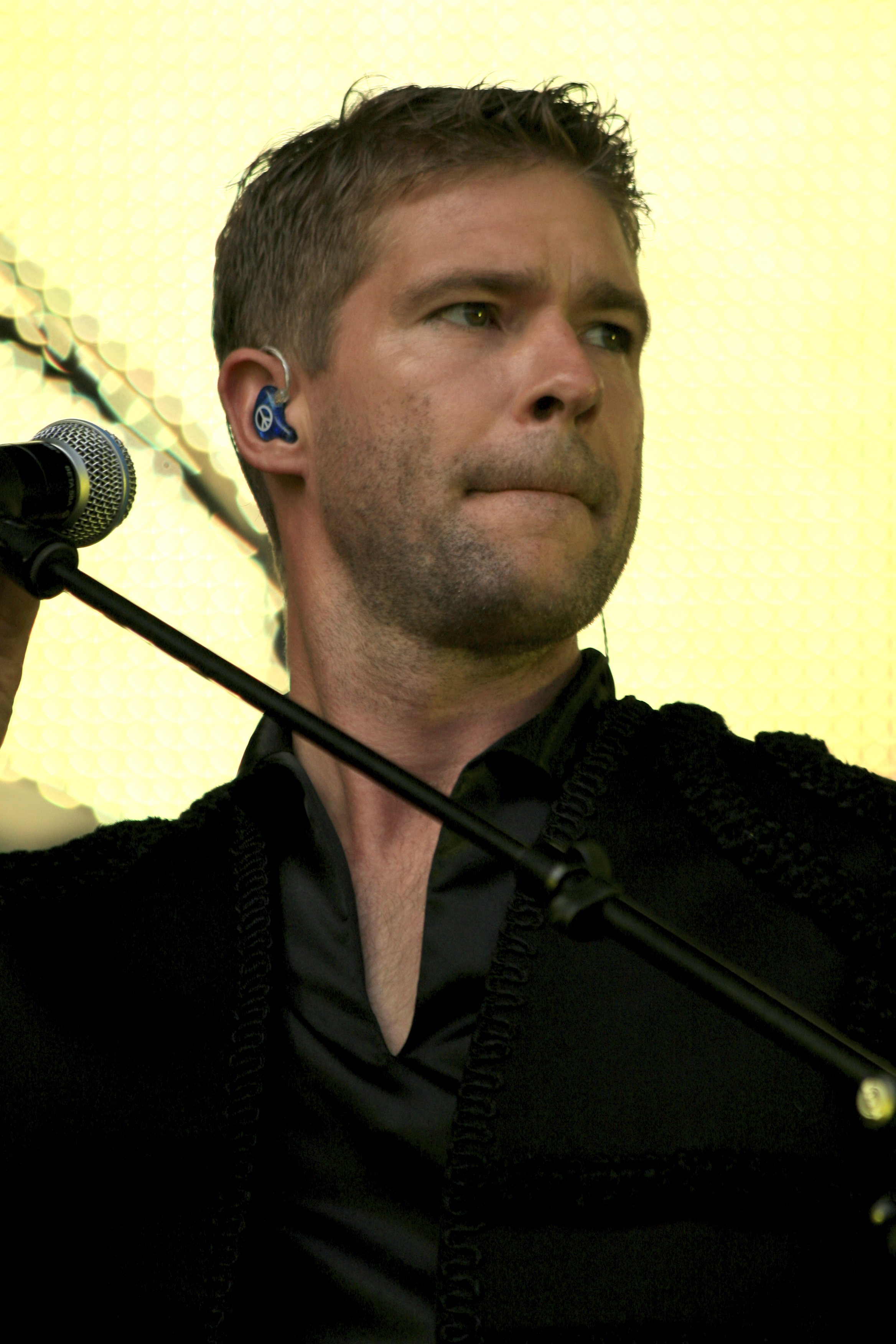
ソレン・ラステッド
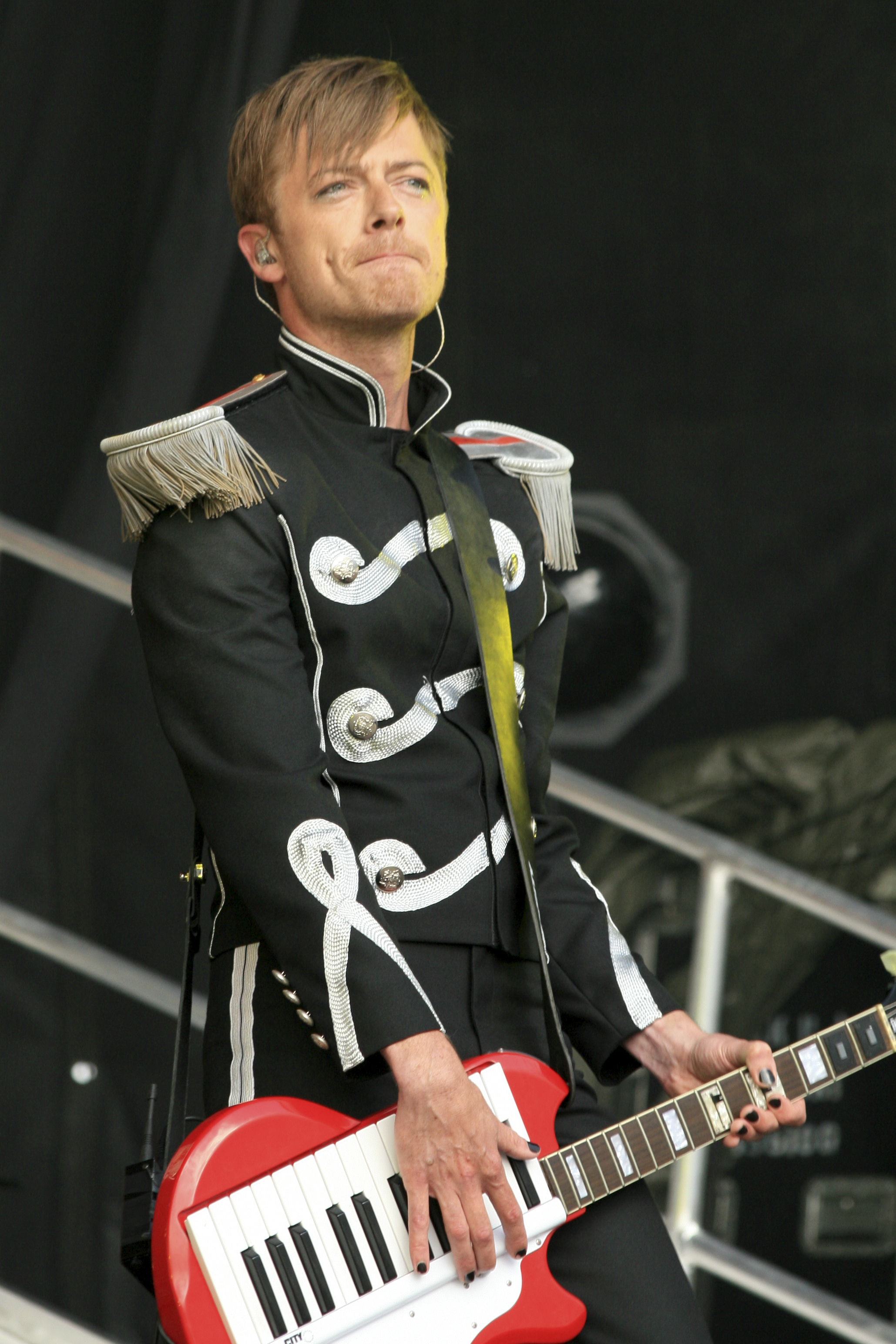
クラウス・ノリーン

## 作品
タイトル後に「†」がついているものは、日本盤でも発売された作品。

### アルバム
- 1997年 : Aquarium†
- 1998年 : Mania Remix Volume 1†（リミックス・アルバム、日本のみ）
- 1998年 : Bubble Mix（リミックス・アルバム）
- 1998年 : Aqua Mania Remix（リミックス・アルバム、スウェーデンのみ）
- 2000年 : Aquarius†
- 2002年 : Cartoon Heroes - The Best Of Aqua†（ベスト・アルバム、日本のみ）
- 2002年 : Aqua Remix Super Best†（ベスト・アルバム、日本のみ）
- 2009年 : Greatest Hits（ベスト・アルバム）
- 2011年 : Megalomania

### シングル
- 1995年 : Itsy Bitsy Spider（『Joyspeed』名義）
- 1996年 : Roses Are Red†
- 1997年 : My Oh My†
- 1997年 : Barbie Girl†
- 1997年 : Lollipop (Candyman)†
- 1997年 : Doctor Jones†
- 1997年 : Didn't I（Around The World (VHS)の特典）
- 1998年 : Turn Back Time†
- 1998年 : Good Morning Sunshine
- 1998年 : The Official Megamix
- 2000年 : Cartoon Heroes†
- 2000年 : Around The World†
- 2000年 : Bumble Bees†
- 2000年 : We Belong To The Sea
- 2009年 : Back To The 80's
- 2009年 : My Mamma Said
- 2009年 : Spin Me a Christmas
- 2011年 : How R U Doin?
- 2011年 : Playmate To Jesus
- 2011年 : Like A Robot
- 2023年 : Barbie World

### VIDEO・DVD
- 1997年 : Around The World (VHS)
- 1998年 : The Aqua Diary - The Official Aquarium Home Video
- 2000年 : The Video Collection（2003年リマスター再発売）†
- 2001年 : The Hits - VCD Karaoke（タイのみ）
- 発売年不明 : The Videos（オランダのみ）
- 2009年 : Greatest Hits (Special Edition)

## ソロ活動
リーナは「Lene」として2003年にソロ活動を行い、シングル「イッツ・ユア・デューティー」、アルバム「プレイ・ウィズ・ミー」を発売している。
「Lene」の日本語読みは「愛しのバービー・ガール」のミュージック・ビデオや「AQUARIUM」のライナーノーツでは「ルネ」、それ以降の「AQUARIUS」などのライナーノーツでは「リーナ」として紹介されている。しかし後のソロ活動の際は「レネ」として紹介されている。実際の発音は「リーナ」に近い。

## その他
ボーカル2人の声や曲調など、類似する点が多いことで、同じデンマーク出身のポップグループ、トーイ・ボックスと比較されることがある。世界的な知名度はAQUAの方が高く、デビューも早い。